# Guardia Fronteriza

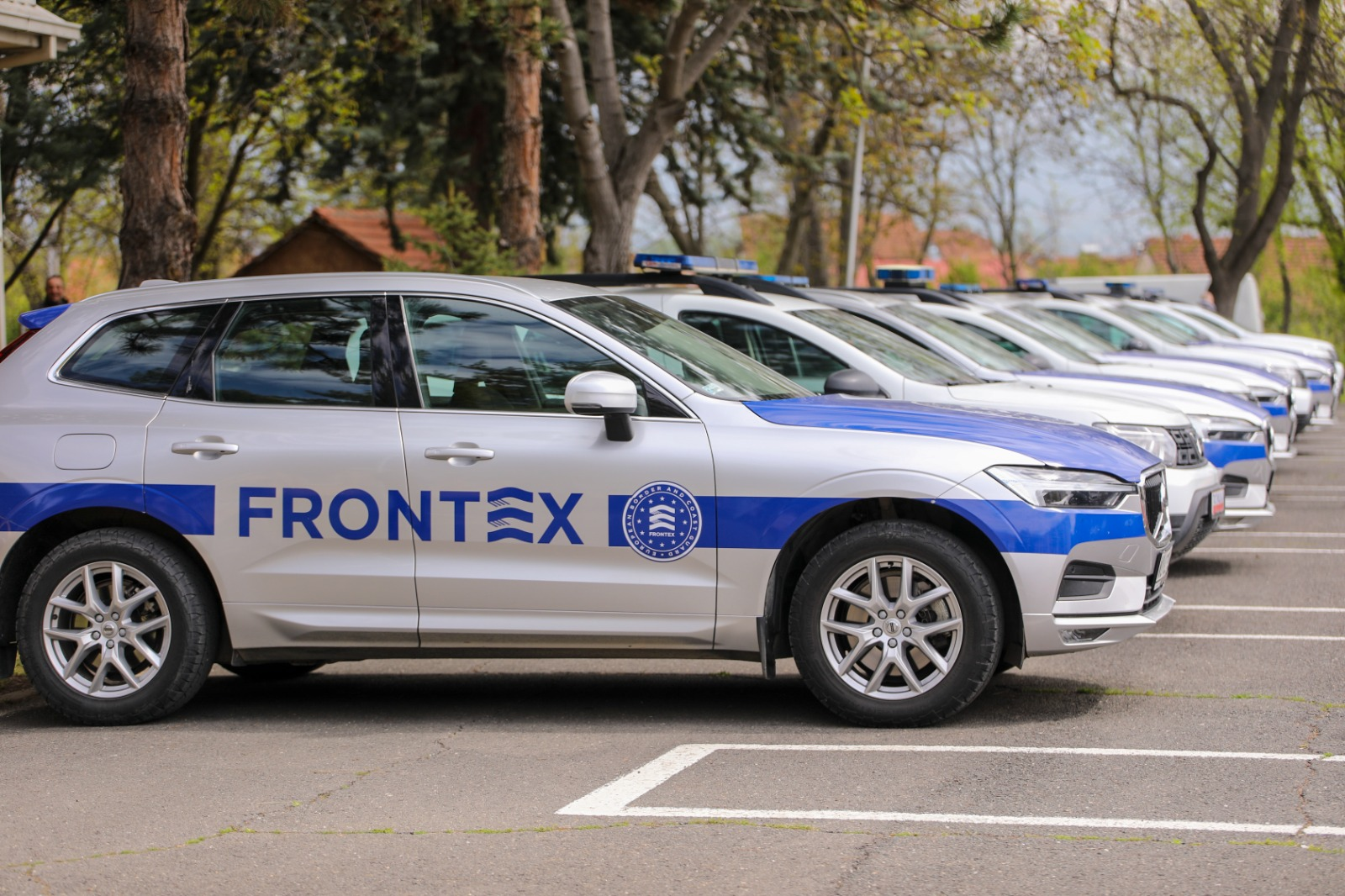
Vehículos de la Frontex.

Una guardia fronteriza, guardia de fronteras, policía de fronteras, fuerza fronteriza o vigilancia aduanera es una fuerza de seguridad o una agencia de seguridad nacional especializada de un país o Estado que realiza el control y protección de las fronteras, es decir, hace cumplir la seguridad de las fronteras nacionales del país. Algunas de las agencias nacionales de guardia de fronteras también realizan servicio de guardacostas, funciones de servicios de rescate, migratorios y aduaneros.
En la Unión Europea y el espacio Schengen, se agrupan en la Agencia Europea de la Guardia de Fronteras y Costas (Frontex).

## Nombre
En diferentes países, los nombres de los servicios de guardias de frontera varían considerablemente. El servicio puede ser llamado "policía", "guardia", "tropas" o "centinela" y el nombre se referiría al término oficial de la nación para la frontera estatal.
La mayoría de los guardias de fronteras del mundo utilizan elementos de color verde oscuro en su uniforme, insignias o banderas del país que representan.

## Obligaciones y funciones en tiempos de paz
En tiempos de paz, los guardias fronterizos sirven en la cadena de puestos fronterizos y vigilancia que se mantienen a lo largo de las fronteras internacionales por países para controlar y combatir el contrabando, la infiltración de espías de países vecinos hostiles, insurgentes y subversivos o criminales que intentan contrabandear armas y explosivos para ataques terroristas o para la venta de ilegal de armas o productos para delincuentes o mafias locales.
La guardia o policía de fronteras también combate la inmigración ilegal, el narcotráfico, la trata de personas y el crimen organizado. Las patrullas de la policía o guardia de fronteras salen a patrullar a lo largo de la frontera para verificar que no haya cruces ilegales y rastrear cualquier huella de aquellos que pueden haber cruzado ilegalmente o intentado. En caso de que se confirme la intrusión de elementos extranjeros, es responsabilidad del guardia de fronteras basado en el puesto localizar a los intrusos revisando los asentamientos cercanos, pueblos y ciudades e informar a los otros entes de seguridad de la intromisión ilegal del territorio.

### Funciones
- Controlar y custodiar la frontera de una nación;
- Control de personas, vehículos, productos, bienes muebles y documentos de viaje en las fronteras;
- Prevención del paso ilegal de personas, vehículos, cargas, semovientes y otros bienes muebles;
- Evitar y prevenir que criminales, delincuentes, evadidos de prisiones y cárceles o prófugos de la justicia interna del país evadan y huyan a otras naciones para evadir la acción de la justicia nacional cruzando las fronteras.
- Controlar el transporte de artículos prohibidos y limitados (por ejemplo, armas, municiones, drogas, sustancias tóxicas) sobre la frontera nacional;
- Supervisar y controlar la observación de las regulaciones de residencia de extranjeros, régimen de visados;
- Evitar la circulación de mercancías y otros artículos por encima de las fronteras nacionales, evitando el control aduanero;
- Ayudar o hacer investigaciones de casos relacionados con delitos ocurridos en la frontera nacional.
- Evitar que elementos u organizaciones criminales extranjeras o nacionales utilicen la frontera para cometer actos ilícitos o criminales.
- Prevenir y evitar que delincuentes o terroristas, personas indeseadas o con antecedentes criminales entren en el país para cometer delitos o para evadir la justicia de su país de origen o de otra nación.
- Expulsar del país a delincuentes o personas indeseadas de origen extranjero.
- La guardia de fronteras también puede realizar tareas de control aduanero, control agropecuario,seguridad alimentaria, control sanitario y de control migratorio delegadas por ley.
- Intercambiar todo tipo de información y cooperar con otros organismos nacionales y homólogos de otros países, así como con organizaciones internacionales especializadas en materia migratoria, control de fronteras, control aduanero, control sanitario, control fitosanitario y seguridad para coadyuvar en la implementación de acciones contra el tráfico ilícito de migrantes, tráfico ilícito de animales de todo tipo, contrabando, la trata de personas, los delitos relacionados con el crimen organizado transnacional, el terrorismo, el tráfico ilegal de armas y explosivos, corrupción, narcotráfico y contra el desvío, para fines ilegales, de mercaderías de doble uso y otras actividades relacionadas.
- Observación sistemática y permanente del espacio fronterizo del Estado, desde tierra, mar o aire, por medios visuales, electrónicos u otros medio moderno de vigilancia y protección, con el propósito de detectar, alertar y/o impedir posibles violaciones en el límite internacional; asimismo, implica la verificación e informe sobre el mantenimiento y conservación de los hitos fronterizos.

## Obligaciones y funciones en tiempos de guerra
En tiempo de guerra, sin embargo, el guardia de fronteras se retira de los puestos o bases fronterizas y presta asistencia en una capacidad limitada al ejército regular del país, que luego se ocupa de todos los puestos o bases en la frontera internacional que enfrenta el país vecino enemigo. La asistencia en tiempo de guerra de la guardia de fronteras al ejército es esencial ya que están familiarizados con el terreno local que lo patrullaba diariamente en tiempo de paz. Durante las guerras, los puestos avanzados fronterizos son reelaborados en posiciones bien fortificadas desde donde las unidades regulares del ejército pueden operar para defender la integridad territorial del país contra el enemigo.

## Países
- Afganistán:

Policía de Fronteras de Afganistán es el estamento de seguridad estatal afgano encargado de la protección de los 5.529 kilómetros de las fronteras terrestre de Afganistán con los países vecinos y de todos sus aeropuertos internacionales. También es la encargada de administrar y dirigir los servicios de inmigración como la comprobación de los documentos a los extranjeros que ingresan al país o de la deportación de estos. Los esfuerzos antinarcóticos del P.F.A. son una preocupación importante de la comunidad internacional en la actualidad. El P.F.A y las fuerzas regulares de la Policía Nacional de Afganistán patrullan conjuntamente un corredor de 55 km a lo largo de la frontera de Afganistán con su vecino Pakistán en especial la más larga y porosa Línea Durand en el sureste.
- Alemania:

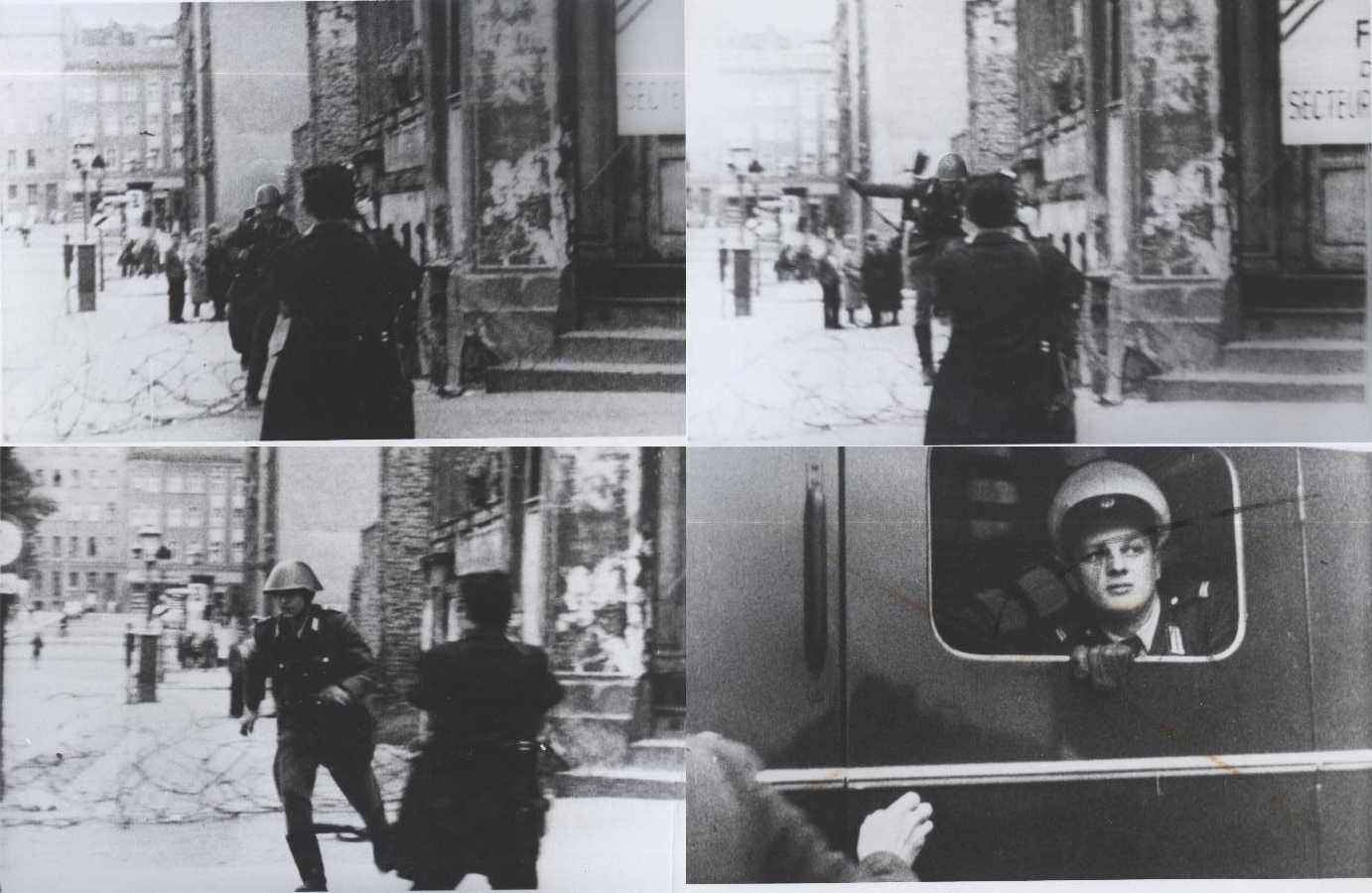
El Guardia Fronterizo de Alemania Oriental Conrad Schumman escapando a Berlín Occidental en 1961

Policía Federal Alemana es el ente encargado de la Seguridad fronteriza, (Grenzpolizei o Grepo), incluido el control de pasaportes y la provisión de servicios de guardacostas a lo largo de 2389 km de costas de Alemania.
- Armenia:

Guardia Fronteriza armenia es una rama de las Fuerzas Armadas de Armenia que se encarga de la vigilancia de las fronteras de aquél país
- Argentina:

En el ámbito de la Seguridad Interior: satisfacer las necesidades del Estado Nacional, en materia de Policía de Seguridad y Judicial en el Fuero Federal, y Policía de Prevención y Represión de infracciones a leyes y decretos especiales. En Defensa Nacional: ejecutando el control y vigilancia de fronteras y la custodia de objetivos estratégicos en forma permanente. Y en el ámbito de la Política Exterior de la Nación, participar en misiones de paz y Seguridad de las Naciones Unidas y custodiar personas y bienes del Estado Nacional en el exterior (Decreto 1184/97). En aspectos inherentes a la Seguridad Interior, combate el delito y desarrolla actividades tendientes a eliminar los verdaderos factores del narcotráfico, terrorismo, crimen organizado, alteraciones al orden público, seguridad vial, migraciones y aduana, protección ambiental, y sanidad vegetal y animal.
- Australia:

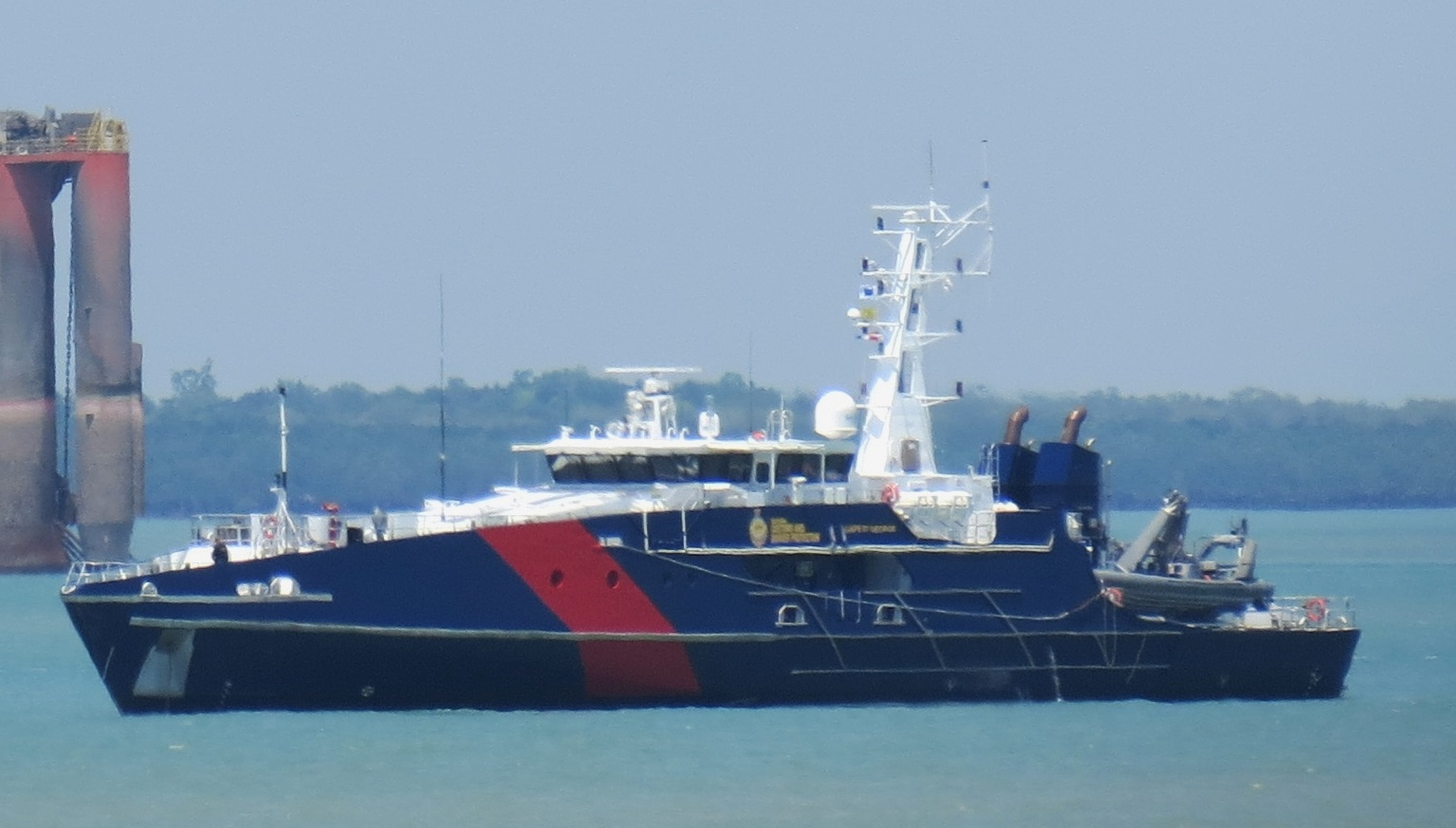
Embarcación de la fuerza fronteriza Australiana

La Fuerza Fronteriza de Australia (ABF),  forma parte del Departamento de Inmigración y Protección Fronteriza. Es responsable de las operaciones de control fronterizo y en tierra en las fronteras, investigaciones, cumplimiento y detención en Australia. La Fuerza fue establecida el 1 de julio de 2015 fusionando el Servicio de Aduanas y Protección Fronteriza de Australia con las funciones de detención y cumplimiento de inmigración del Departamento de Inmigración y Protección Fronteriza. La ABF es una agencia de aplicación de la ley que opera bajo la Ley de la Fuerza Fronteriza de Australia 2015 con poderes legislativos ampliados incluyendo la introducción de oficiales jurados. Un nuevo uniforme fue introducido y después de la transición había aumento en el número de oficiales autorizados para llevar las armas de fuego. A partir de 2016, aproximadamente el 15% de la Fuerza recibirá capacitación en armas de fuego que aumentará en 2020 a menos del 25%.
El Ministro de Inmigración Scott Morrison MP anunció el establecimiento de la Fuerza el 9 de mayo de 2014 para basarse en un híbrido del modelo de la Fuerza Fronteriza del Reino Unido.
- Bangladés:

Guardia Fronteriza de Bangladés es una fuerza paramilitar que tiene la responsabilidad de defender las fronteras de 4.427 kilómetros (2.751 millas) del país. Es la primera línea de defensa de la nación. La Guardia Fronteriza de Bangladés tiene un pasado ilustre con ricas tradiciones y una notable historia militar que abarca más de dos siglos. En tiempos de paz, esta fuerza de seguridad también es responsable de las operaciones de lucha contra el contrabando, la investigación de la delincuencia transfronteriza y la ampliación de la autoridad gubernamental a zonas remotas y aisladas. De vez en cuando, la Guardia Fronteriza también ha sido llamada a ayudar a la administración en el mantenimiento de la ley interna y orden, el socorro y el trabajo de rehabilitación después de cualquier tipo de desastre natural. Durante el tiempo de guerra la Guardia Fronteriza está bajo el control del Ministerio de Defensa como fuerza auxiliar del Ejército de Bangladés.
- Brasil:

En Brasil, la función de policía fronteriza es ejercida por el Departamento de Policía Marítima, Aeropuertos y Fronteras (DPMAF) de la Policía Federal de Brasil.
- Canadá:

Agencia de Servicios Fronterizos de Canadá (ASFC) es una agencia federal canadiense responsable de la vigilancia de las fronteras, la inmigración y los servicios aduaneros. La Agencia fue creada el 12 de diciembre de 2003.
- Costa Rica:

La Policía de Fronteras de Costa Rica es el ente encargado de la vigilancia de las fronteras ticas.
- Corea del Norte:

El Comando de Seguridad Fronteriza y la Oficina de Seguridad Costera son colectivamente responsables de restringir las entradas y salidas no autorizadas transfronterizas (terrestres y marítimas). A principios de los años noventa las agencias responsables de la seguridad fronteriza y la seguridad costera fueron transferidas del Departamento de Seguridad del Estado al Ministerio del Pueblo para las Fuerzas Armadas. Algún tiempo después, la Oficina de Seguridad Fronteriza fue ampliada a nivel de cuerpo y renombrada como el Comando de Seguridad Fronteriza. Anteriormente con sede en la provincia de Chagang, el Comando de Seguridad Fronteriza se trasladó a P'yŏngyang en 2002.
- República Checa:

El Servicio de Policía de Extranjeria de la República Checa es una unidad altamente especializada de la policía de la República Checa, que desempeña funciones relacionadas con la detección de la inmigración ilegal, la aplicación de medidas punitivas contra los extranjeros que permanecen en la República Checa en violación de la ley núm. 326/1999 Coll. Sobre la residencia de extranjeros en la República Checa y la modificación de determinadas leyes, en su forma modificada, de las obligaciones derivadas de los acuerdos internacionales y de la legislación comunitaria directamente aplicable y la resolución de los crímenes cometidos en relación con el cruce de la frontera estatal y la delincuencia transfronteriza. El Servicio de Policía de Extranjería fue establecido por el Ministerio del Interior n. 67/2008 que establece unidades de la Policía de la República Checa en todo el país.
- Egipto:

La Guardia Fronteriza egipcia está bajo el control del Ministerio del Interior (Egipto). La Guardia de Fronteras de Egipto es una unidad paramilitar ligeramente armada de unos 25.000 efectivos, responsable de la vigilancia fronteriza, el mantenimiento general de la paz, la lucha contra el narcotráfico y la prevención del contrabando. A finales de la década de 1980, la fuerza estaba equipada con sensores remotos, binoculares de visión nocturna, vehículos de comunicaciones y lanchas de alta velocidad.
- España:

La Guardia Civil es responsable de la protección de las fronteras. También hay un servicio especializado del Departamento de Aduanas e Impuestos Especiales, el Servicio de Vigilancia Aduanera, que tiene algunas funciones generales de guardia fronteriza. El Cuerpo Nacional de Policía se encarga del control de entrada y salida de españoles y extranjeros mediante el control de pasaportes. 
- Estados Unidos:

La Patrulla Fronteriza de los Estados Unidos (en inglés United States Border Patrol o U.S. Border Patrol). La misión prioritaria de la Patrulla Fronteriza es impedir que los terroristas y armas terroristas, incluidas las armas de destrucción masiva entren a los Estados Unidos. La patrulla Fronteriza de EE. UU. es una de las ramas más grandes y complejas del Departamento de Seguridad Nacional, con la misión prioritaria de mantener a terroristas y sus armas fuera de los EE. UU. También tiene como responsabilidad la seguridad y facilitación del comercio y los viajes, al tiempo que aplica cientos de Regulaciones de EE. UU., incluida la inmigración y las leyes sobre drogas.
La Oficina de Aduanas y Protección Fronteriza de los Estados Unidos (U.S. Customs and Border Protection, CBP) es una agencia del Gobierno de los Estados Unidos. La CBP protege contra el narcotráfico, terrorismo y tráfico ilegal de personas. También tiene competencias en el comercio legítimo e inmigración legítima. Tiene más de 52.000 empleados, incluyendo más de 22.000 funcionarios y especialistas en agricultura, más de 17.000 agentes fronterizos, y 1.000 agentes del aire y agentes marinos. Tiene su sede en Washington D. C.
- Finlandia:

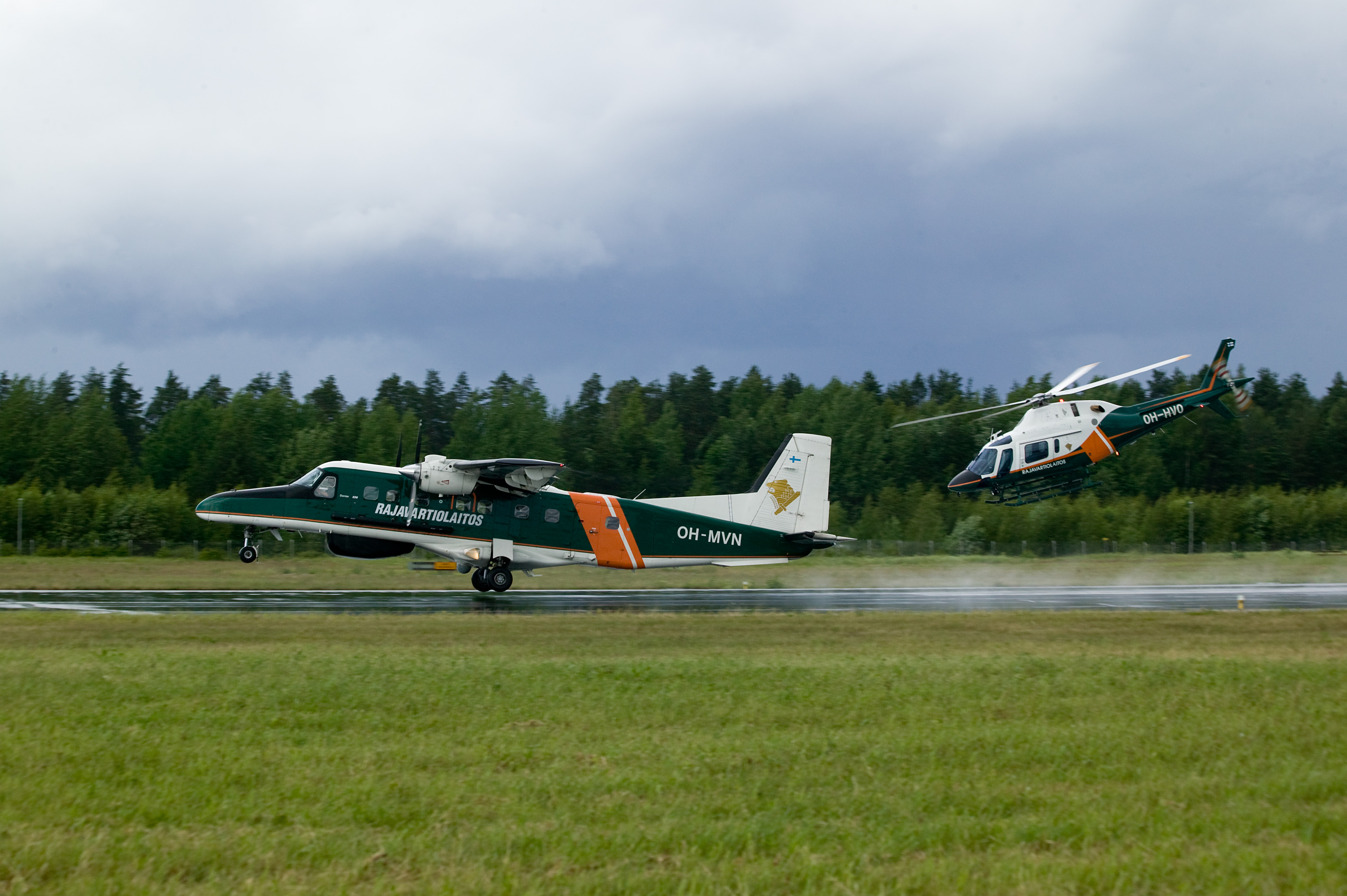
Avioneta Dornier Do 228 de la Guardia Fronteriza Finlandesa y un helicóptero Agusta A119 Koala.

La Guardia Fronteriza Finlandesa (finés: Rajavartiolaitos) es la Agencia de seguridad nacional encargada de la seguridad de las fronteras de Finlandia. Es una organización militar, subordinada al Ministerio del Interior en cuestiones administrativas, y al Presidente de la República en cuestiones relativas a la autoridad del presidente como comandante en jefe, tales como el nombramiento de agentes. La Guardia consta de 11.600 efectivos, entre hombres y mujeres, además de 500 reclutas que no participan en tareas de vigilancia en tiempo de paz. En caso de conflicto, su personal sería incorporado total o parcialmente al grueso de las Fuerzas Armadas de Finlandia, y se llamaría a filas a aquellos que hubieran cumplido el servicio militar en este cuerpo.
- Francia:

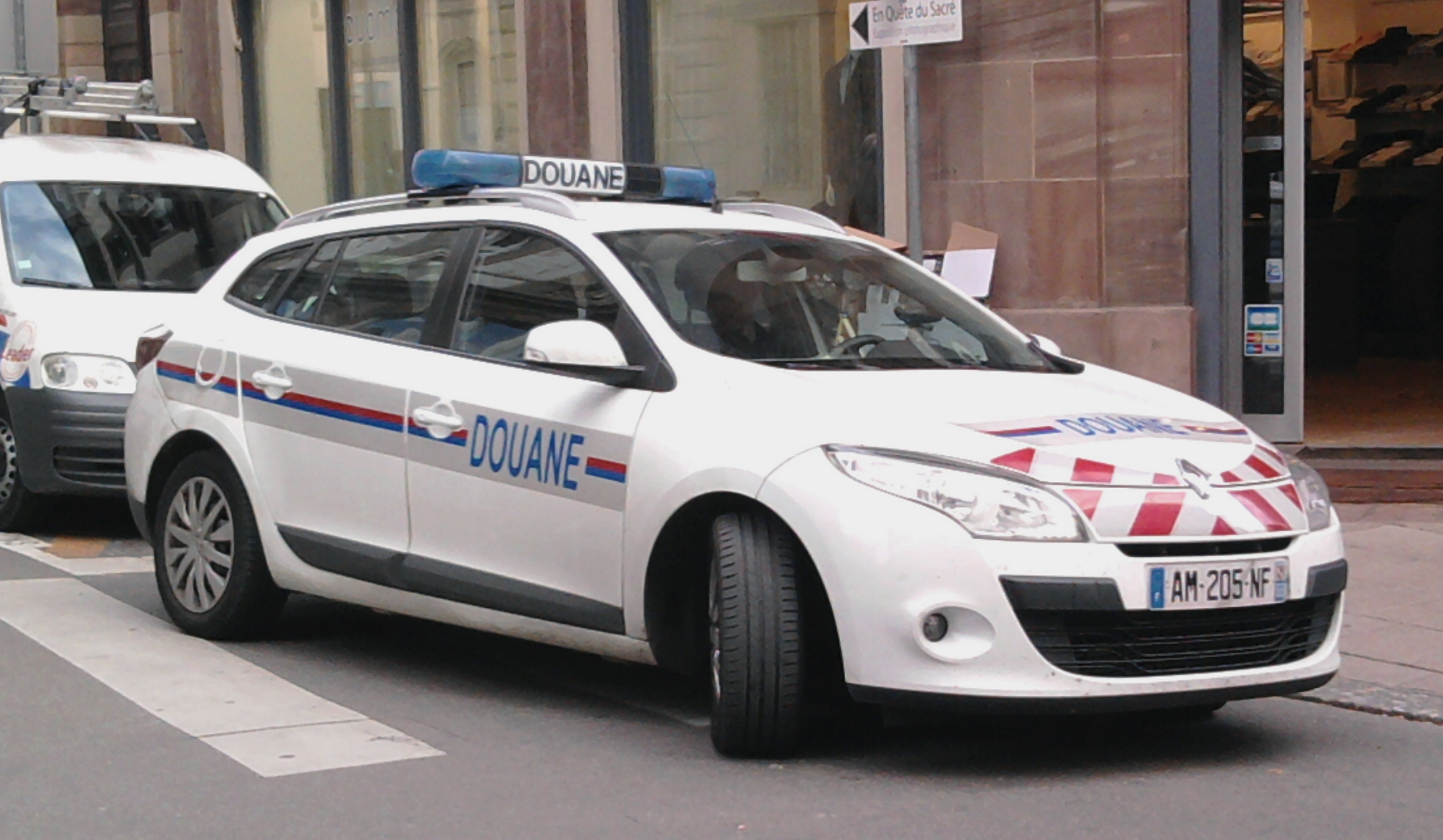
Renault Mégane de las Aduanas de Francia

La Dirección General de Aduanas e Impuestos Indirectos (DGDDI), comúnmente conocida como "les Douanes", es una agencia policial francesa encargada de recaudar impuestos indirectos, prevenir el contrabando, vigilar las fronteras e investigar la falsificación de dinero . La agencia actúa como una guardia costera, guardia de fronteras, organización de rescate marítimo y como servicio de aduanas. Además, desde 1995 la Agencia ha sustituido a la Policía de Fronteras para realizar el control de la inmigración en los puestos fronterizos más pequeños, en particular en las fronteras marítimas y en los aeropuertos regionales. La Dirección General está controlada por el Ministerio de Economía, Industria y Empleo del Ministerio de Presupuestos, Cuentas Públicas y Administración Pública (en francés: Ministère du Budget, des Comptes publics et de la Fonction publique). Normalmente se le conoce simplemente como "la Douane", a los agentes individuales se les conoce como "douaniers" y es un Servicio Armado.
La Police aux frontières: La Dirección Central de Policía Fronteriza (DCPAF), antes llamada Policía Aérea y Fronteriza, es una dirección de la Policía Nacional Francesa responsable de controlar la inmigración y las fronteras del país.
- Georgia:

La Policía Fronteriza de Georgia (en georgiano: შსს საქართველოს სასაზღვო) es la principal fuerza de guardia fronteriza y guardia costera  de Georgia, y está bajo la jurisdicción del Ministerio del Interior de aquel país euroasiático. Es responsable de patrullar todo la frontera terrestre de 1839 km (1142.7 mi) de Georgia, así como los 310 km (192.6 mi) del litoral y las aguas territoriales del país en el Mar Negro. Sin embargo, el control fronterizo en los puestos de control es realizado por la Policía de Georgia. 
- Ghana:

La Unidad de Guardia de Fronteras (UGF) es una unidad de guardia de fronteras de seguridad nacional y paramilitar de la División de Servicios Aduaneros y de Servicios Preventivos de la Autoridad de Ingresos de Ghana y las Fuerzas Armadas de Ghana. Establecido en octubre de 1964, es una de las ramas fuerzas armadas de Ghana. BGU papel principal es de guardia de fronteras y patrullar las fronteras internacionales de la península de Ashantiland en tiempo de paz y también prevenir la delincuencia transfronteriza. El UGF, que se compone de personal militar, batallones, fuerzas especiales, hombres ranas y como todas las fuerzas armadas de Ghana, está bajo el control administrativo de la División de Servicios Aduaneros y de Servicios Preventivos de la Autoridad de Ingresos de Ghana. BGU es una agencia policial de Ghana. La Unidad de Guardia de Fronteras (UGF) es legalmente una criatura de, La Ley de Seguridad (Ley 202) 1963, La Ley de Servicio de Inmigración de 1963, PNDCL 226 de 1989. y El Servicio de Aduanas, Impuestos y Preventivos ) Ley 1993, PNDCL 330. Además, la BGU aplica otras leyes y reglamentos que establecen el modo de funcionamiento y las sanciones por las diversas infracciones
- India:

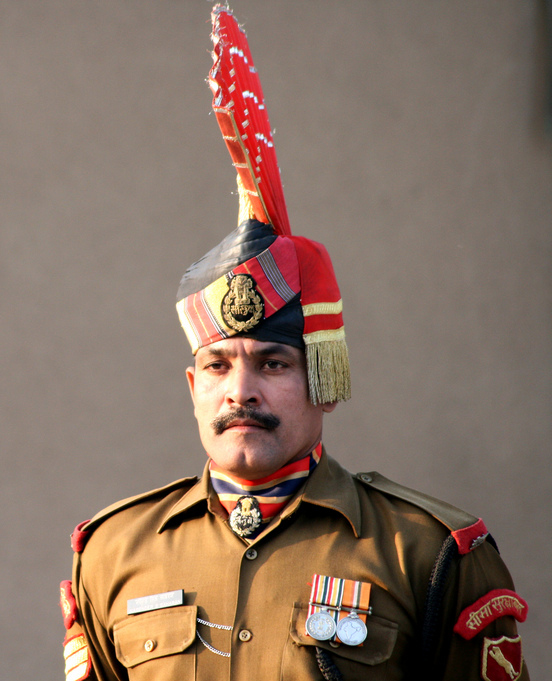
Soldado de la Fuerza de Seguridad Fronteriza en uniforme ceremonial

La Fuerza de Seguridad Fronteriza (BSF) es la principal agencia de patrulla fronteriza del Gobierno de la India y actualmente es la mayor Guardia de Fronteras del mundo. Establecida el 1 de diciembre de 1965, es un componente de las fuerzas paramilitares de la India (PMF ) Y su función principal es proteger las fronteras internacionales de la India durante los tiempos de paz y también prevenir la delincuencia transnacional. Al igual que la mayoría de las unidades paramilitares de la India, el BSF está bajo el control administrativo del Ministerio del Interior y está encabezado por un funcionario del Servicio de Policía de la India. Es una de las muchas agencias de aplicación de la ley de la India.
La Policía Fronteriza Indo-Tibetana (ITBP) es una fuerza paramilitar india concebida el 24 de octubre de 1962 para la seguridad a lo largo de la frontera de la India con la Región Autónoma del Tíbet de China, frontera que cubre 2115 kilómetros.
El Sashastra Seema Bal es el Cuerpo de Seguridad de la India que protege las fronteras con Nepal y Bután
La fuerza especial de la frontera (SFF) es una fuerza paramilitar especial de la India creada el 14 de noviembre de 1962. Su objetivo principal era conducir originalmente operaciones encubiertas detrás de líneas chinas en el acontecimiento de otra guerra Sino-india.Basado en Chakrata, Uttarakhand, la fuerza fue puesta bajo supervisión directa de la oficina de inteligencia, y más adelante, el ala de la investigación y del análisis, agencia de inteligencia externa de la India. Actualmente se encarga de la defensa de la frontera con China.
- Israel:

La Policía de Fronteras de Israel (hebreo: משמר הגבול, Mishmar HaGvul) es la rama de la policía israelí encargada de la vigilancia fronteriza. Se la suele conocer también por su acrónimo hebreo (Magav, מג"ב), que significa guardia de frontera. Fue instaurada en 1949, como cuerpo policial dependiente de las Fuerzas Armadas, con la misión de vigilar las zonas rurales y los confines fronterizos. La Policía de Fronteras se ocupó desde el principio de la seguridad de los nuevos asentamientos y de evitar la infiltración de palestinos, especialmente a través de la frontera con Egipto y Jordania. En los últimos años, también ha participado en operaciones antiterroristas y en sofocar revueltas como la Intifada de Al-Aqsa.
- Irán:

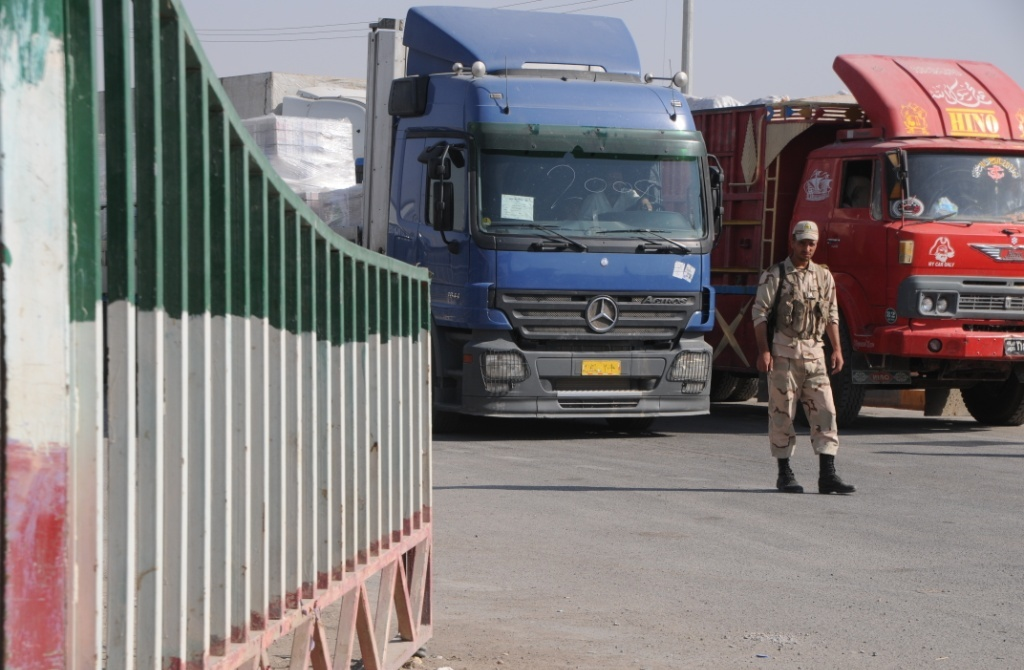
Guardia de Fronteras iraní en la frontera con Irak

El Comando de la Guardia Fronteriza de la República Islámica de Irán es la única agencia responsable de la patrulla y el control fronterizo, actuando bajo la Fuerza de Aplicación de la Ley (que es parte de las Fuerzas Armadas de Irán) desde el año 2000. El control de los puntos de entrada en los aeropuertos es realizado por el Cuerpo de la Guardia Revolucionaria Islámica.
- Italia:

La Guardia di Finanza es una fuerza especial de policía y es un cuerpo militar dependiente directamente del Ministro de Economía y de Finanzas y del servicio de seguridad pública del Ministerio del Interior. Desarrolla tareas de policía judicial y seguridad pública y de policía económica y financiera. La Guardia di Finanza es una fuerza armada y tiene una gran flota aérea y naval para el control de las fronteras italianas. Las principales competencias de la Guardia di Finanza italiana son: el contrabando, el tráfico internacional de droga, la criminalidad financiera, el reciclaje de dinero negro (blanqueo de capitales/lavado de activos), la evasión impositiva, los controles aduaneros, la inmigración clandestina, la falsificación de dinero, las operaciones antimafia, la financiación del terrorismo internacional y la criminalidad informática.
- Irlanda:

La Oficina Nacional de Inmigración de Garda (GNIB) es una unidad de Garda Síochána, la policía nacional de Irlanda. El GNIB es responsable de la ejecución de las órdenes de deportación, la investigación de las denuncias de trata de personas, la investigación de las escuelas de idiomas, la lucha contra la inmigración ilegal y el control fronterizo. También brinda apoyo y asistencia a los oficiales de inmigración de Garda en toda la República de Irlanda
- Kirguistán:

Las Fuerzas Fronterizas de Kirguistán son la guardia fronteriza de Kirguistán. La organización es comandada por el ministerio del interior y oficialmente es parte de las fuerzas armadas de Kirguistán.
- Macedonia del Norte:

La policía fronteriza de Macedonia del Norte es una unidad de la policía que supervisa y protege las fronteras de Macedonia del Norte.
- Panamá:

Senafront es el ente encargado de la protección de las fronteras terrestres panameñas.
- Polonia:

La guardia fronteriza polaca (la polaca Straż Graniczna, también abreviada como SG) es una agencia de seguridad estatal encargada de patrullar la frontera polaca. Existió en la segunda época de la República de 1928 a 1939 y fue restablecida en la moderna Tercera República en 1990, entrando en funcionamiento al año siguiente. Durante la era comunista que duró de 1945 a 1989, el papel de guardia de fronteras fue llevado a cabo por el Ejército de la Guardia de Fronteras (Wojska Ochrony Pogranicza).
- Portugal:

Servicio de Extranjeros y Fronteras (SEF) es un servicio de seguridad y un cuerpo de policía criminal de Portugal, dentro del Ministerio del Interior, cuya misión es el control de fronteras y extranjeros y el estudio de los movimientos migratorios, para poner en práctica la política de inmigración y el asilo Portugal, de conformidad con lo dispuesto en la Constitución, la ley y las directrices del gobierno.
- Reino Unido:

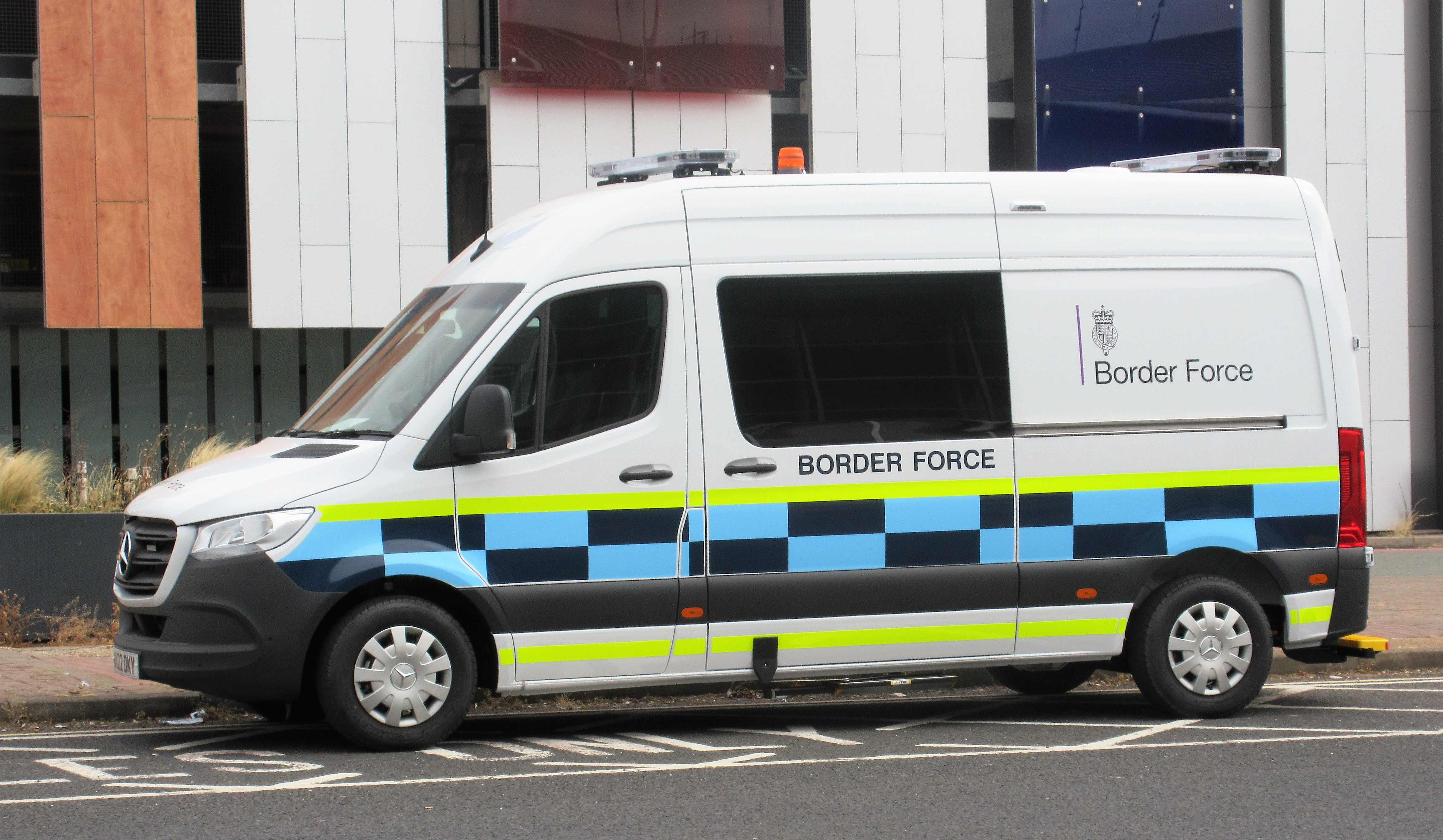
Vehículo de la Fuerza Fronteriza del Reino Unido.

Los servicios de guardias fronterizos son proporcionados por la Fuerza Fronteriza (Border Force). La agencia es responsable de los controles de visado, los controles de pasaportes y la aplicación aduanera en los puertos de entrada en el Reino Unido, los casos penales y la aplicación de las leyes de inmigración en el interior.
- Rumania:

La Policía de Fronteras de Rumania (Rumano: Poliţia de Frontieră) es la estructura del Ministerio de Administración e Interior rumano responsable de la seguridad fronteriza y el control de pasaportes en los pasos fronterizos, aeropuertos y puertos. La Policía de Fronteras utiliza el mismo sistema de rangos que la Policía rumana pero con diferentes colores.
- Rusia:

El Servicio de Guardias de Fronteras de Rusia es (desde 2003) una agencia del Servicio Federal de Seguridad. La agencia se considera un sucesor directo de las tropas fronterizas soviéticas y celebra regularmente el aniversario de la fundación de este último (28 de mayo de 1918). Este evento anual, conocido como el Día de Guardias de Frontera, es celebrado cada año por los guardias en servicio activo, así como por exmilitares en Moscú y en todo el país.
- Singapur:

La autoridad de inmigración y de los puntos de comprobación (abreviatura: ICA) es parte del Ministerio del Interior del gobierno de Singapur. La organización está a cargo de la inmigración, pasaportes, tarjetas de identidad, registro de ciudadanos (nacimiento y muerte), servicios de residentes permanentes, aduanas, y el otorgamiento de permisos a extranjeros como pases de visitas, visas y pases de estudiante. El ICA también se encarga de salvaguardar las fronteras de Singapur. Garantiza que el movimiento de personas, mercancías y medios de transporte a través de los puestos de control es legítimo y lícito. Está a cargo de los registros de nacimiento y muerte. La organización se formó el 1 de abril de 2003 con la fusión del servicio de Inmigración y Registro de Singapur y las funciones de control de fronteras de Aduanas y el Departamento de Impuestos Especiales.
- Suiza:

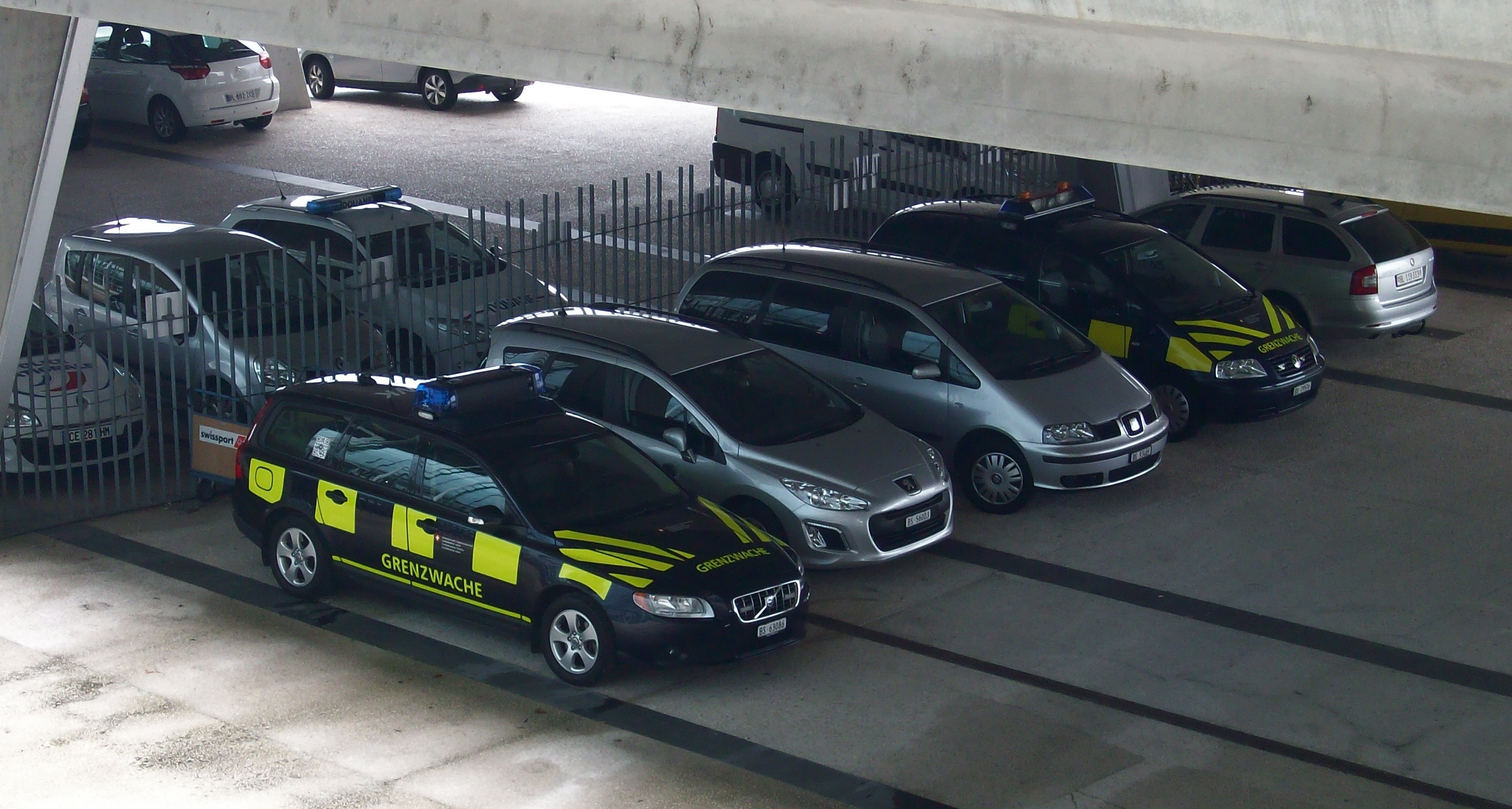
Automóviles de la Guardia Fronteriza Suiza en el Aeropuerto de Basilea-Mulhouse-Friburgo (2014).

Guardia fronteriza Suiza (en francés: Corps des gardes-frontière, alemán: Grenzwachtkorps, italiano: Corpo delle guardie di confine) es una agencia federal de Suiza de aplicación de la ley, que actúa como guardia de fronteras y aduanas. Se trata de una sección uniformada de la Administración Federal de Aduanas, adscrita al Departamento Federal de Hacienda. Es la mayor agencia de seguridad civil a nivel federal. Sus miembros están sujetos al derecho penal militar. La Guardia Fronteriza suiza es el instrumento de las administraciones federales para:
1. Prevención, intervención y represión, en materia aduanera y de migración.
2. Aplicación de la seguridad fronteriza y medidas compensatorias nacionales en virtud del tratado de Schengen.
3. Participación en misiones internacionales de la Agencia Europea para la Gestión de la Cooperación Operativa en las Fronteras Exteriores (Frontex).

- Tailandia:

La Policía de la Patrulla Fronteriza de Tailandia es la fuerza paramilitar de Tailandia responsable de la seguridad fronteriza y la contrainsurgencia, y actúa como brazo de la ley en conjunto con Thahan Phran, el brazo paramilitar del ejército tailandés.
- Tayikistán:

Las tropas fronterizas, también llamadas el servicio de frontera, son la fuerza de seguridad de frontera de Tayikistán. Funcionando bajo el ejército de Tayikistán, los guardias fronterizos son entrenados por la Organización para la Seguridad y la Cooperación en Europa, junto con la Policía Fronteriza Afgana. Un colegio de educación superior se encuentra en el capitolio, Dusambé, la Academia de las Tropas de Frontera, y un Centro de Entrenamiento de Tropas de Frontera está situado al sur de él, en el Distrito de Rudaki.
En 2011, las tropas fronterizas, junto con el ejército nacional y las fuerzas móviles, participaron en un simulacro militar con Kirguistán. Su objetivo era eliminar a dos grupos terroristas en la frontera entre Kirguistán y Tayikistán. A finales de 2014, cuatro guardias fronterizos tayikos fueron secuestrados de sus puestos en la frontera con Afganistán por un grupo armado no identificado.
- Uzbekistán:

El Servicio Fronterizo, también llamado Comité para la Protección Fronteriza Estatal del Servicio de Seguridad Nacional y la Guardia Nacional de Fronteras , es un departamento del Servicio Nacional de Seguridad y Seguridad Nacional de Uzbekistán encargado de la seguridad fronteriza, parte del Servicio de Seguridad desde 2005.
- Vietnam:

La Fuerza de Defensa Fronteriza de Vietnam (Biên phòng Việt Nam) es una rama del Ejército del Pueblo de Vietnam y está bajo el mando del Ministerio de Defensa (Vietnam). Tiene importantes funciones en la protección de la soberanía de Vietnam, manteniendo la seguridad en las fronteras terrestres y marítimas. La Fuerza de Defensa Fronteriza de Vietnam se establece el 3 de marzo de 1959. Está organizada en tres niveles: Comando Nacional, Comando Provincial y Puesto Local.